# Куд пукло да пукло
Куд пукло да пукло је југословенски филм из 1974. године. Режирао га је Рајко Грлић, а сценарио су писали Рајко Грлић и Срђан Карановић.

## Радња
Неконвенционални младић из радничке класе, зван Будилица, из протеста што не може добити пристојно плаћен посао одлучи одустати од икаквог запослења те предочити јавности, помоћу филмских камера, свој свакодневни живот, у чему му се придружује и његова девојка Јагода...

## Улоге
| Глумац           | Улога    |
| ---------------- | -------- |
| Младен Будишчак  | Будилица |
| Јагода Калопер   | Јагода   |
| Срећко Птичек    |          |
| Слободан Сембера |          |
| Феликс Шмитка    |          |
| Енес Кишевић     |          |

## Награде
- Пула 74' - Диплома жирија Рајку Грлићу за 'савремено филмско тражење'[3]
- Награда листа Младост Рајку Грлићу за 'смион, истраживачки ауторски приступ како филмском медију тако и свијету младог човека данас'[3]
- Златни вијенац недељника Студио режисер дебитанту[3]
- Ниш 74' - Повеља Младену Будишчаку[3]
- Соренто 75' - Награда Министарства културе[3]